# سرنوشت (مجموعه تلویزیونی)
سرنوشت با نام اصلی ایمان (کره‌ای: 신의; هانجا: 信義; لاتین‌نویسی کره‌ای:  (Sin -ui) مجموعهٔ تلویزیونی ساخت کره جنوبی است.

## خلاصه داستان
فرمانده چوی‌یانگ (لی مین هو) بادیگارد امپراتور گنگ‌مین از سلسلهٔ گوگوریو است. وقتی که ملکه از ناحیه گردن زخمی می‌شود، امپراتور گنگ‌مین به چوی‌یانگ دستور می‌دهد از یک دریچهٔ اسرارآمیز عبور کرده و  خانم پزشکِی به نام یواون‌سو (کیم هی سان) را برای نجات جان ملکه با خودش به (۶۶۲ سال قبل از زمان حال) بیاورد. چوی‌یانگ به اون‌سو قول می‌دهد که او را به زمان خودش برگرداند و تا پای جان از او محافظت کند اما وقتی اون‌سو به گذشته می‌رود شایعاتی مبنی بر این که پزشک زنی با مهارت‌های فوق‌العاده از سرزمینی مخفی آمده و می‌تواند آینده را بخواند، بر سر زبان‌ها جاری می‌گردد و شایعه های میشود که بعد از آن جان اون‌سو به خطر می‌افتد. گی‌چول که فردی ثروتمند و قدرتمند است تلاش می‌کند اون‌سو را به‌ دست‌آورد و همین امر باعث تقابل چوی‌یانگ و گی‌چول می‌شود. چوی‌یانگ جنگجویی شجاع و وفادار است که به علت خودکشی دختری که هفت سال قبل عاشقش بوده هدفی را در زندگی‌اش دنبال نمی‌کند، اما با آمدن اون‌سو شادی و طراوت به زندگی چوی‌یانگ بر می‌گردد و او مانند یک جنگجوی واقعی بر عهدی که با اون‌سو بسته وفادار می‌ماند، تا پای جان از او حفاظت می‌کند و... 

## بازیگران
| نام           | شخصیت                     |
| ------------- | ------------------------- |
| لی مین هو     | فرمانده چویونگ            |
| کیم هی سان    | یواون‌سو                   |
| پارک سه یونگ  | ملکه این دوک              |
| یو اوه سانگ   | گی‌چول                     |
| فیلیپ لی      | جانگ‌بین                   |
| کیم سو یون    | دئوگی                     |
| سانگ هون      | چوم‌اوم‌جا                  |
| شین اون-جونگ  | هواسواین                  |
| ریو دوک هوان  | پادشاه (امپراتور گنگ مین) |
| پارک یون جائه | شاهزاده دوک‌هونگ           |
| آن جائه ووک   | پزشک جانگ (پزشک دربار)    |
| اوه جائه مو   | یی‌سانگ‌گه                  |

## درصدبیننده‌ها در کشور کره جنوبی
| قسمت    | تاریخ پخش       | میانگین بیننده‌ها | میانگین بیننده‌ها | میانگین بیننده‌ها | میانگین بیننده‌ها |
| قسمت    | تاریخ پخش       | TNmS Ratings     | TNmS Ratings     | AGB Nielsen      | AGB Nielsen      |
| قسمت    | تاریخ پخش       | کل کشور          | سئول             | کل کشور          | سئول             |
| ------- | --------------- | ---------------- | ---------------- | ---------------- | ---------------- |
| ۱       | ۲۰۱۲ اوت ۱۳     | ۱۲٫۲٪            | ۱۳٫۸٪            | ۹٫۴٪             | ۱۰٫۸٪            |
| ۲       | ۲۰۱۲ اوت ۱۴     | ۱۱٫۸٪            | ۱۳٫۱٪            | ۱۰٫۳٪            | ۱۱٫۴٪            |
| ۳       | ۲۰۱۲ اوت ۲۰     | 13.4%            | 15.8%            | ۱۰٫۳٪            | ۱۱٫۶٪            |
| ۴       | ۲۰۱۲ اوت ۲۱     | ۱۳٫۲٪            | ۱۵٫۵٪            | ۱۱٫۵٪            | ۱۲٫۸٪            |
| ۵       | ۲۰۱۲ اوت ۲۷     | ۱۲٫۹٪            | ۱۴٫۵٪            | ۱۰٫۶٪            | ۱۰٫۶٪            |
| ۶       | ۲۰۱۲ اوت ۲۸     | ۱۳٫۱٪            | ۱۴٫۸٪            | ۱۲٫۲%            | ۱۳٫۵%            |
| ۷       | ۲۰۱۳ سپتامبر ۳  | ۱۲٫۳٪            | ۱۳٫۹٪            | ۹٫۸٪             | ۱۰٫۹٪            |
| ۸       | ۲۰۱۲ سپتامبر ۴  | ۱۲٫۶٪            | ۱۳٫۹٪            | ۱۱٫۰٪            | ۱۲٫۴٪            |
| ۹       | ۲۰۱۲ سپتامبر ۱۰ | ۱۱٫۶٪            | ۱۲٫۸٪            | ۱۱٫۸٪            | ۱۳٫۲٪            |
| ۱۰      | ۲۰۱۲ سپتامبر ۱۱ | ۱۱٫۷٪            | ۱۳٫۰٪            | ۱۱٫۲٪            | ۱۱٫۴٪            |
| ۱۱      | ۲۰۱۲ سپتامبر ۱۷ | ۱۱٫۸٪            | ۱۳٫۵٪            | ۱۰٫۴٪            | ۱۱٫۳٪            |
| ۱۲      | ۲۰۱۲ سپتامبر ۱۸ | ۱۱٫۲٪            | ۱۲٫۲٪            | ۱۰٫۱٪            | ۱۱٫۰٪            |
| ۱۳      | ۲۰۱۲ سپتامبر ۲۴ | ۱۰٫۷٪            | ۱۲٫۲٪            | ۹٫۷٪             | ۱۰٫۹٪            |
| ۱۴      | ۲۰۱۲ سپتامبر ۲۵ | ۱۰٫۲٪            | ۱۱٫۶٪            | ۹٫۰٪             | ۹٫۷%             |
| ۱۵      | ۲۰۱۲ اکتبر ۱    | ۱۱٫۱٪            | ۱۲٫۷٪            | ۹٫۳٪             | ۹٫۹٪             |
| ۱۶      | ۲۰۱۲ اکتبر ۲    | ۹٫۶٪             | ۱۰٫۲%            | ۹٫۵٪             | ۹٫۷%             |
| ۱۷      | ۲۰۱۲ اکتبر ۸    | ۱۳٫۲٪            | ۱۴٫۱٪            | ۱۰٫۵٪            | ۱۱٫۴٪            |
| ۱۸      | ۲۰۱۲ اکتبر ۹    | ۱۱٫۵٪            | ۱۳٫۰٪            | ۹٫۹٪             | ۱۰٫۶٪            |
| ۱۹      | ۲۰۱۲ اکتبر ۱۵   | ۹٫۲٪             | ۱۰٫۶٪            | ۸٫۸٪             | ۹٫۵٪             |
| ۲۰      | ۲۰۱۲ اکتبر ۱۶   | ۱۰٫۷٪            | ۱۱٫۹٪            | ۹٫۹٪             | ۱۰٫۹٪            |
| ۲۱      | ۲۰۱۲ اکتبر ۲۲   | ۱۰٫۲٪            | ۱۱٫۷٪            | ۹٫۳٪             | ۱۰٫۵٪            |
| ۲۲      | ۲۰۱۲ اکتبر ۲۳   | ۹٫۷٪             | ۱۱٫۶٪            | ۸٫۹٪             | ۱۰٫۰٪            |
| ۲۳      | ۲۰۱۲ اکتبر ۲۹   | ۹٫۱%             | ۱۰٫۳٪            | ۸٫۷%             | ۹٫۷%             |
| ۲۴      | ۲۰۱۲ اکتبر ۳۰   | ۱۰٫۵٪            | ۱۱٫۴٪            | ۱۰٫۱٪            | ۱۰٫۹٪            |
| Average | Average         | ۱۱٫۴٪            | ۱۲٫۸٪            | ۱۰٫۱٪            | ۱۱٫۰٪            |

Sources: TNmS Media Korea, AGB Nielsen Korea